# Abbaye de la Piété-Dieu-lès-Ramerupt
Ne doit pas être confondu avec Abbaye de l'Épau.
L’abbaye de la Piété-Dieu-lès-Ramerupt est une ancienne abbaye située sur la commune de Ramerupt, dans l'Aube. Fondée au Moyen Âge par des bénédictins, elle a ensuite accueilli des religieuses cisterciennes, puis des moines cisterciens à partir de 1440.

## Histoire

### Fondation bénédictine
L'abbaye de la Piété-Dieu est tout d'abord un prieuré bénédictin. Fondée en 1050 ou en 1104, la Piété-Dieu est dite fille de l'abbaye de Marmoutier.

### Le monastère féminin
L’abbaye cistercienne de La Piété-Dieu, occupée par des moniales, est fondée près de Ramerupt vers 1229. Le monastère s’établit d’abord sur les bords de l’Aube, dans de petites maisons en bois sous la direction d’une prieure éminente : Isabelle de Colaverdey qui prend bientôt le titre d’abbesse. 
Le 20 septembre 1236 alors que 25 religieuses composent la communauté, l’évêque de Troyes, Nicolas de Brie, dédicace la nouvelle église du nouveau monastère. Malgré des donations nombreuses, la situation de l’abbaye à l’écart d’une grande ville avec les allées et venues d’hommes de guerre, amènent les religieuses à demander leur transport dans une abbaye de l’ordre plus importante.

### Le monastère masculin
En 1440, Symon Buchart, religieux de l'abbaye de Boulancourt, est installé à La Piété-Dieu et l’abbaye devient une masculine, fille de Citeaux. En 1461, la situation du moustier n’est pas florissante car le Chapitre général demande des prières et des aumônes pour sa restauration.  Malgré une gestion plus saine, le monastère vivote dans une lente décadence sans histoire. 
Vers 1615, Denis Largentier, abbé de Clairvaux réclame le retour à la primitive observance de Citeaux : travail manuel, veilles, silence, et abstinence perpétuelle. Deux abbés de La Piété : Etienne Adam et Jean Ferrat, soutiennent sa réforme. Deux administrateurs, Jérôme Bertin et Benoit Fitzharbert leur succèdent et l’abbaye renait matériellement et spirituellement jusqu’à la Révolution française qui signe sa fermeture .

### L'abbaye après la Révolution
Le 26 mai 1791, l’église, le logis conventuel, les fermes et bâtiments d’exploitation avec 260 arpents de terre, 50 arpents de bois, 21 arpents de prés, 5 arpents de vignes sont vendues pour la somme de 163 400 livres. Le seul reste connu de l'abbaye est une statue de Saint Bernard, qui daterait de la deuxième moitié du XVe siècle et située aujourd'hui dans l'église paroissiale ; le moine tient dans ses mains une miniature de l'abbaye et la présente à la Vierge.

## Filiation et dépendances
La Piété-Dieu est fille de l'abbaye de Cîteaux.

## Liste de abbés
Au XVIIIe siècle dom Pierre Ruffin est nommé abbé de Vaucelles près de Cambrai et attire l’attention du Pape.

### Sites externes
- Ancienne abbaye de la Piété-Dieu-lès-Ramerupt - Inventaire Général du Patrimoine Culturel